# Retozaur
Retozaur (Rhoetosaurus brownei) – dinozaury z grupy zauropodów (Sauropoda). Z analizy kladystycznej przeprowadzonej przez Naira i Salisbury'ego (2012) wynika, że był on zauropodem z kladu Gravisauria (obejmującego ostatniego wspólnego przodka rodzajów Tazoudasaurus i Saltasaurus oraz wszystkich jego potomków) nie należącym do neozauropodów, lecz jego dokładna pozycja filogenetyczna jest niepewna (z tym że mało prawdopodobne jest jego bliskie pokrewieństwo z zauropodami żyjącymi w jurze na terenach dzisiejszej wschodniej Azji). Jego nazwa znaczy "jaszczur Reta" (Ret - tytan z greckiej mitologii).
Żył w okresie jury (ok. 180-175 mln lat temu) na terenach Australii. Długość ciała ok. 18 m, wysokość ok. 4 m, masa ok. 20 t. Jego szczątki znaleziono w Australii (w stanie Queensland).
Był to zauropod o niezbyt długiej szyi i ogonie.